# Manuel Constâncio
Manuel Constâncio (Abrantes, 4 de abril de 1726 – Sardoal, 14 de julho de 1817) foi um anatomista e cirurgião português.

## Biografia
Nasceu a 4 de Abril de 1726 na aldeia de Sentieiras, sendo filho de João Alves. O nome «Constâncio» foi-lhe acrescentado já na idade adulta.
Em 1742, mudou-se para Abrantes, onde frequenta o Hospital da Misericórdia, passando a ajudar os cirurgiões. As suas qualidades chamam a atenção do segundo Marquês de Abrantes.
Em 1762 é mobilizado para o exército comandado pelo Conde de Lippe, durante a Guerra do Pacto de Família, onde fica sob as ordens diretas do Marquês de Marialva que viria a se tornar seu grande amigo e protector. 
Casou-se com Joana Evangelista aos 51 anos. 
Manuel Constâncio faleceu a 14 de Julho de 1817, aos 91 anos. 